# Lobi (Estland)
Lobi is een plaats in de Estlandse gemeente Haljala, provincie Lääne-Virumaa. De plaats heeft 16 inwoners (2021) en heeft de status van dorp (Estisch: küla).
Tot in 2017 hoorde Lobi bij de gemeente Vihula. Die ging in dat jaar op in de gemeente Haljala.
Lobi ligt op een schiereiland in de Finse Golf, dat ook Lobi heet (Estisch: Lobi poolsaar). Ten westen van het schiereiland ligt de Baai van Käsmu (Käsmu laht), ten oosten de Baai van Koolimäe (Koolimäe laht). Aan de noordkant van het schiereiland  liggen twee kapen: Lobi neem en Savilo neem. Lobi heeft een klein streekmuseum, het Lobi muuseum.

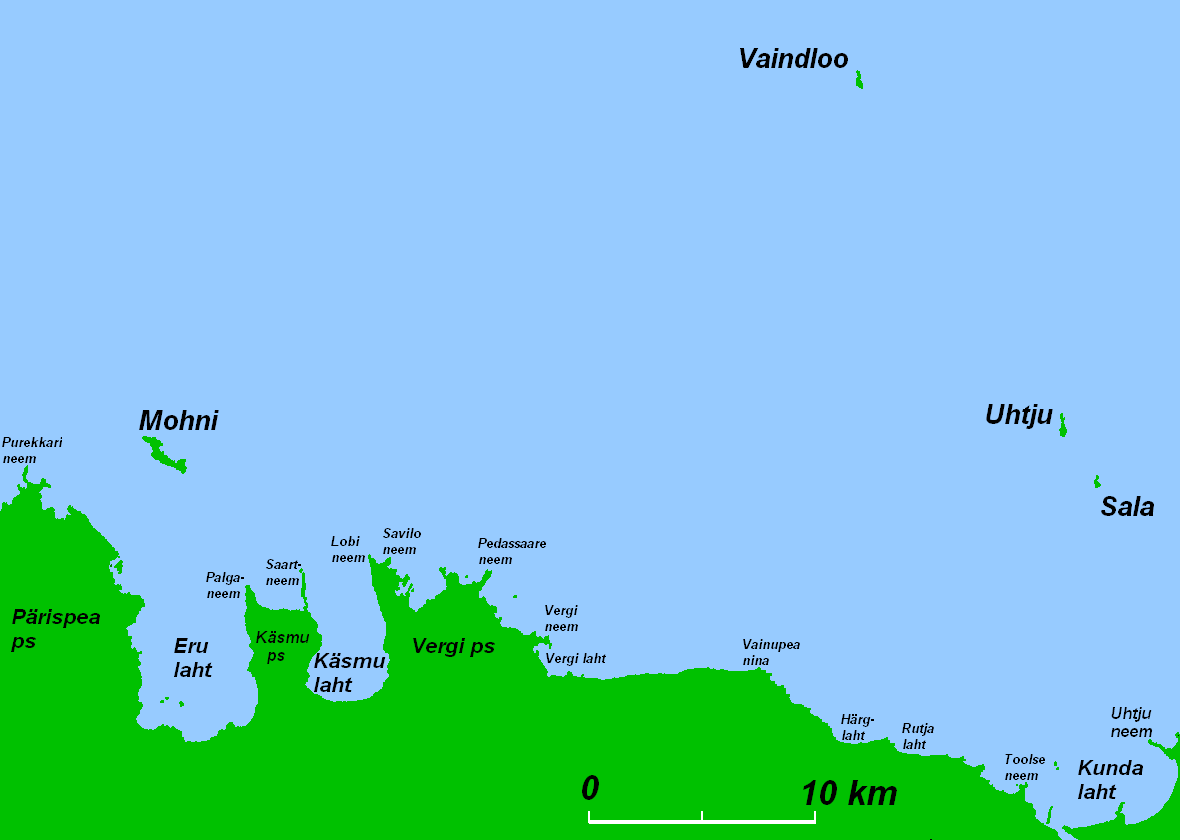
Kapen aan de noordkust van Estland

## Geschiedenis
Lobi werd in 1523 voor het eerst genoemd onder de naam Torlep (of tor Lep), een vissersdorp. In 1534 heette het Lopen en in 1543 Loppen. In 1583 werd het vermeld als Loppiby en in 1739 als Lobbi. Het viel onder het landgoed Usküll, dat in 1523 werd verkocht aan de familie von Risbiter, de eigenaren van het landgoed Saggad (Sagadi). Usküll werd volledig opgenomen in Saggad.